# Cordulecerus elegans
Espèce
Cordulecerus elegans est une espèce d'insectes névroptères de la famille des Ascalaphidae, de la sous-famille des Ascalaphinae et de la tribu des Ululodini. Elle est trouvée en Amérique du Sud.